# David Obernorsterer
David Obernorsterer (ur. 30 maja 1989 w Egg) – austriacki badmintonista, uczestnik igrzysk olimpijskich w 2016 roku. 

## Życiorys
Wziął udział w igrzyskach olimpijskich rozgrywanych w Rio de Janeiro. Uczestniczył w grze pojedynczej mężczyzn. W fazie grupowej przegrał wszystkie swoje trzy mecze: z Lin Danem, Władimirem Malkowem oraz Nguyễn Tiến Minhem. Tym samym odpadł z dalszej rywalizacji.
Jest związany z badmintonistką Elisabeth Baldauf. 